# Manzanilla (hierba medicinal)

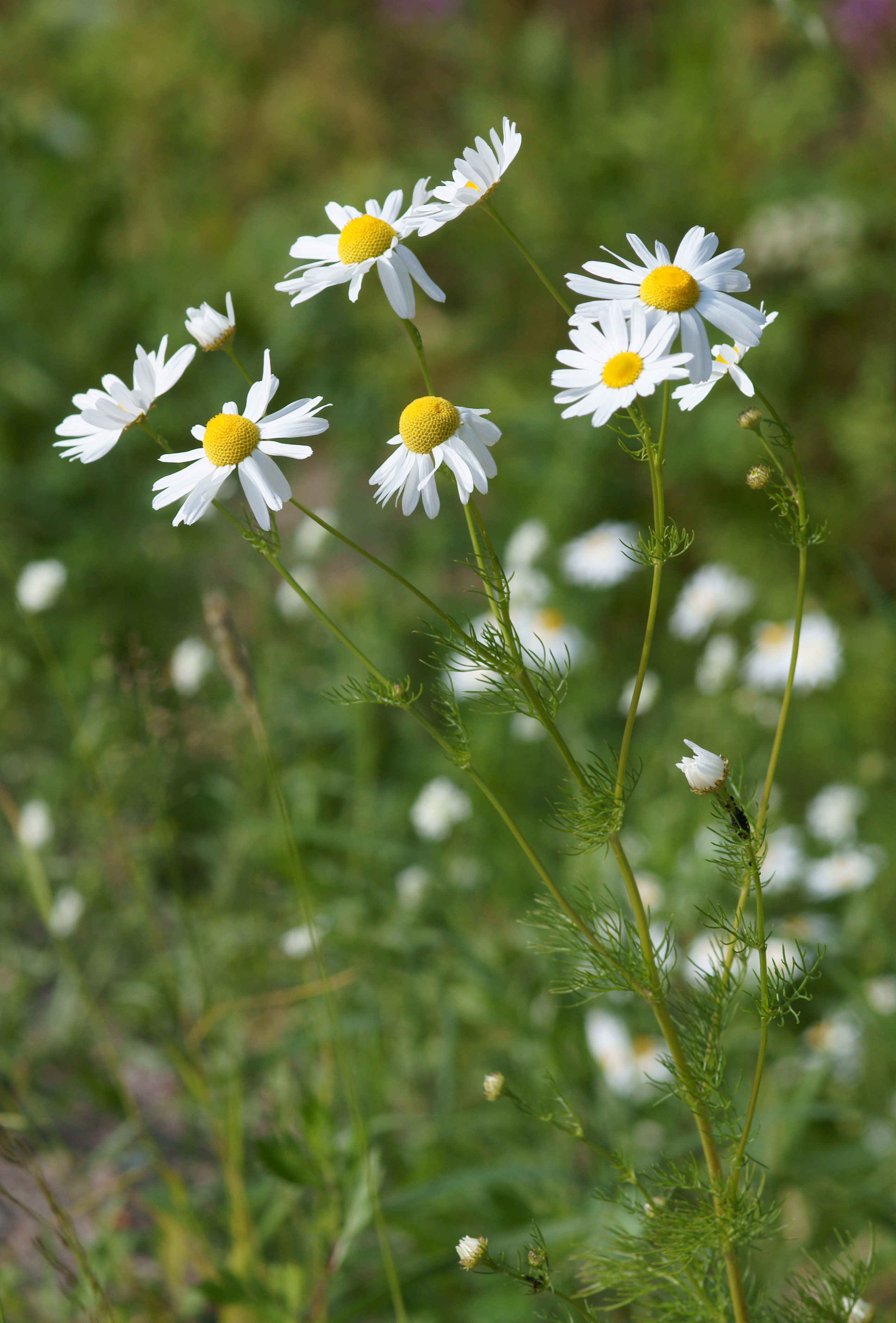
Manzanilla alemana, Matricaria chamomilla

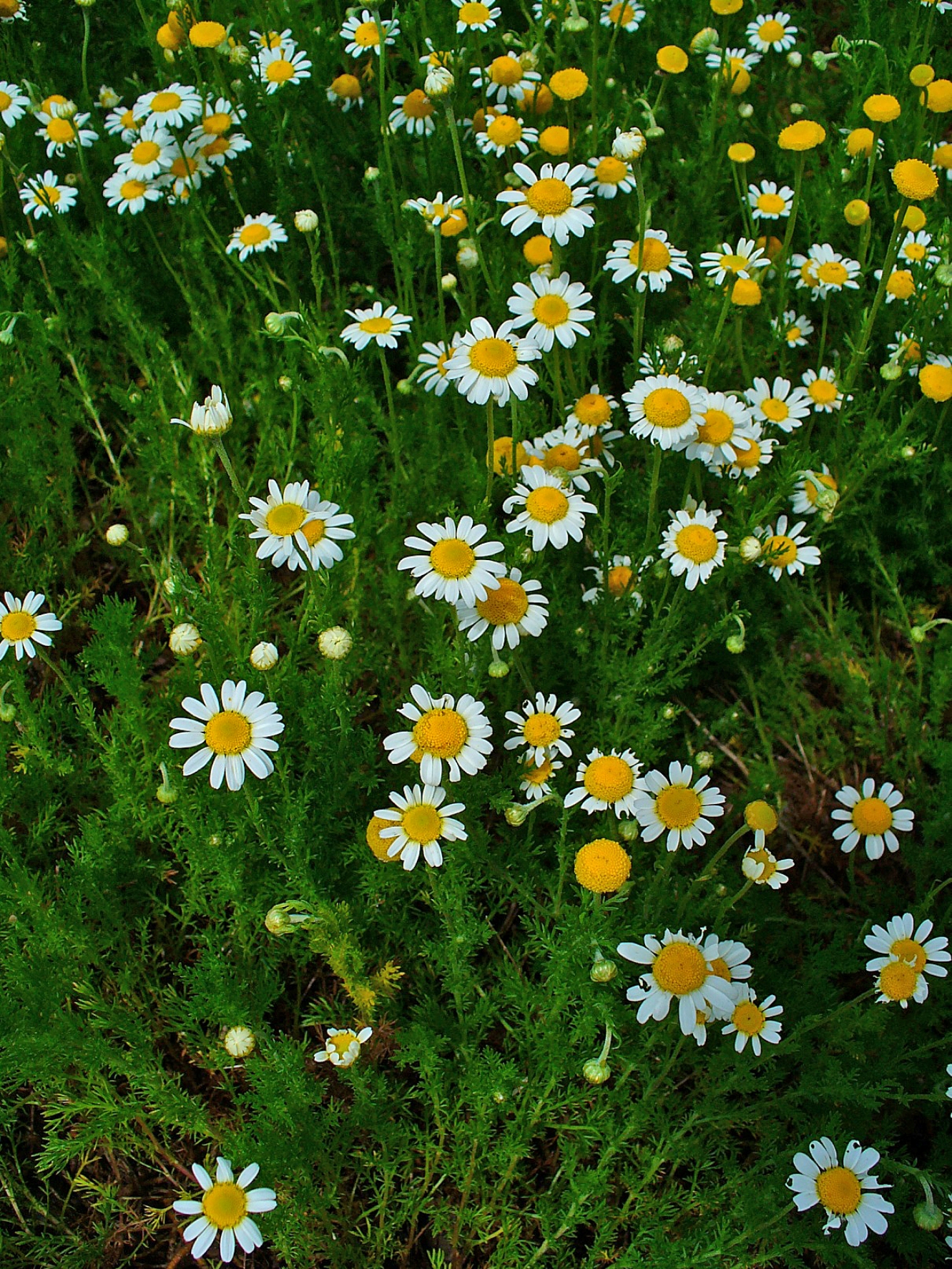
Manzanilla romana, Chamaemelum nobile

Manzanilla o camomila es el nombre común de varias plantas parecidas a las margaritas de la familia Asteraceae. Dos de las especies, Anthemis nobilis y Matricaria chamomilla, se usan comúnmente para hacer infusiones de hierbas para bebidas.

## Etimología
La palabra "camomila" se deriva del latín y del griego χαμαίμηλον (khamaimēlon), "manzana de la tierra", de χαμαί (khamai) "en el suelo" y μῆλον (mēlon) "manzana". Utilizada por primera vez en el siglo XIII, la ortografía "camomila" corresponde al latín chamomilla y al griego chamaimelon. La ortografía "camomila" es una derivación británica del francés.

## Especies

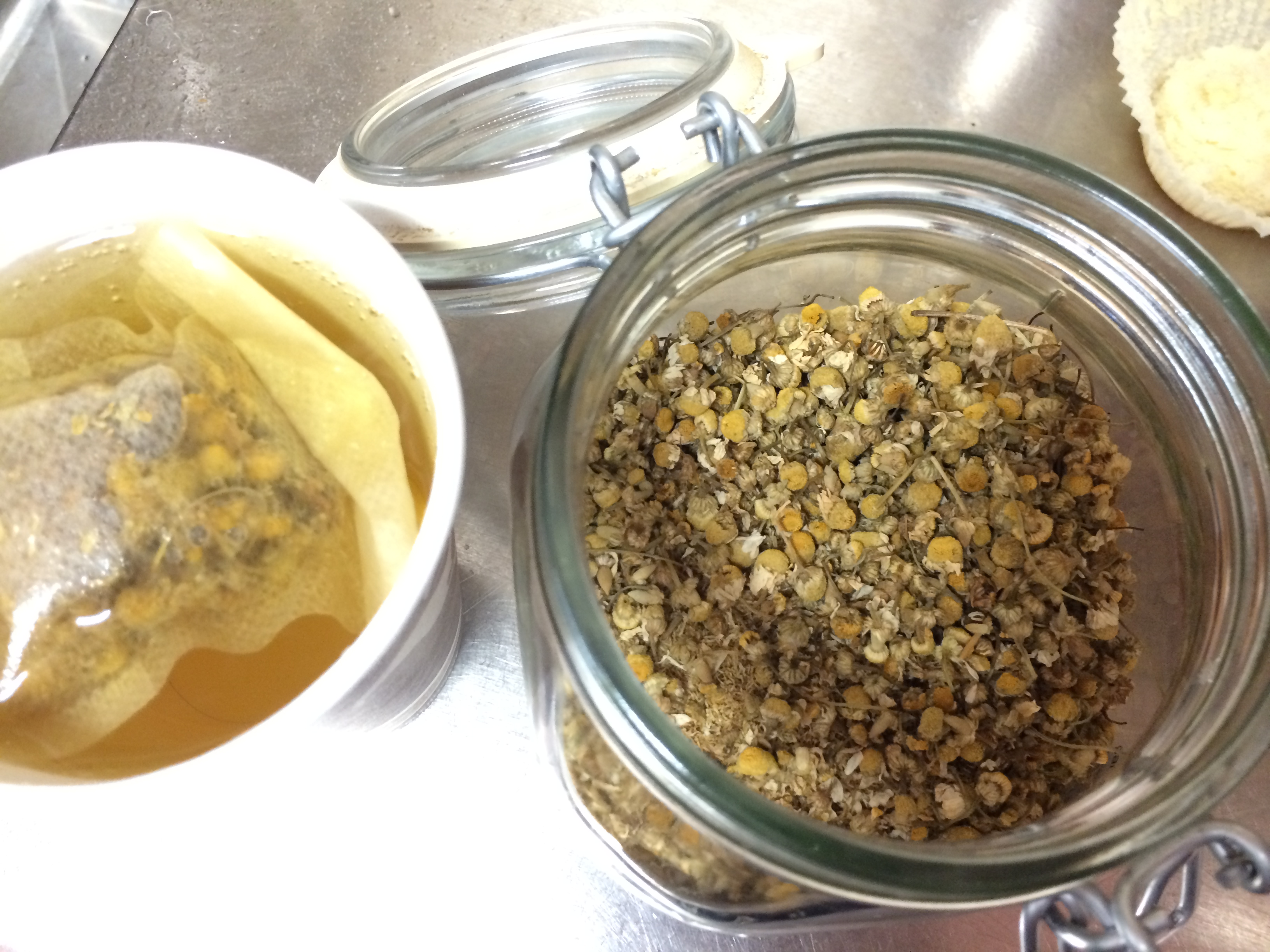
Té de manzanilla de hojas sueltas

Algunas especies de uso común incluyen:
- Matricaria chamomilla, a menudo llamada "manzanilla alemana" o "Agua de juventud".[6]
- Chamaemelum nobile, manzanilla romana, inglesa o camomila común, también de uso frecuente (la C. nobile Treneague se utiliza normalmente para crear céspedes de manzanilla).[7]

Varios nombres comunes de otras especies incluyen la palabra "manzanilla". Esto no significa que se utilicen de la misma manera que las especies utilizadas en infusión de hierbas conocido como "manzanilla". Las plantas que incluyen el nombre común "manzanilla", de la familia Asteraceae, son:
- Anthemis arvensis, manzanilla bastarda o del campo
- Anthemis cotula, manzanilla hedionda
- Cladanthus mixtus, manzanilla marroquí
- Chamaemelum nobile, manzanilla romana
- Anthemis tinctoria, camomila amarilla
- Eriocephalus punctulatus, manzanilla del Cabo
- Matricaria discoidea, manzanilla silvestre o marcierza
- Tripleurospermum inodorum, manzanilla salvaje, sin olor o falsa

## Usos medicinales

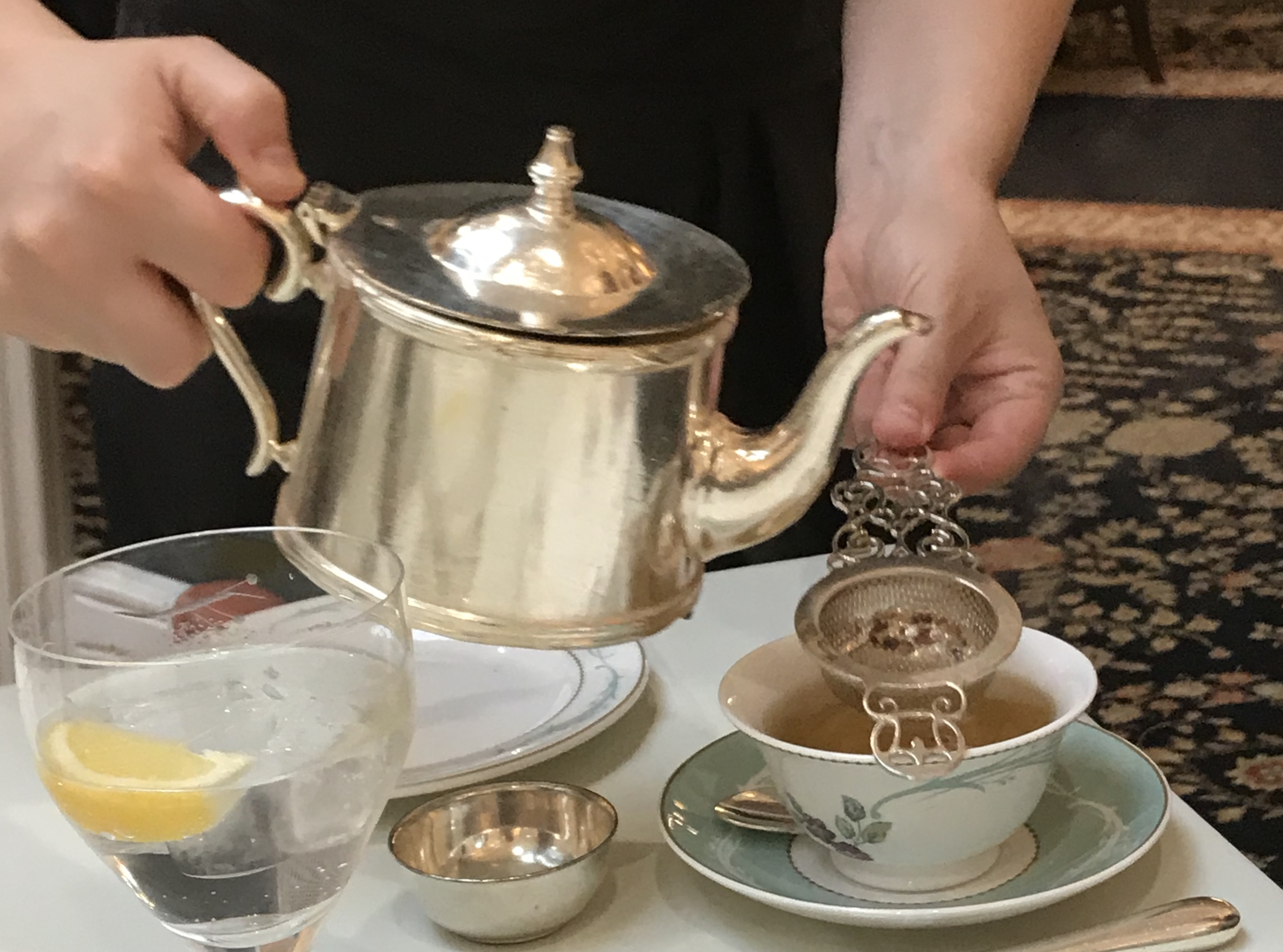
El té de manzanilla servido en el Hotel Savoy de Londres, Inglaterra.

La manzanilla se puede usar como agente saborizante en alimentos y bebidas, enjuagues bucales,o como odorizante y aclarante en jabones o cosméticos. Los céspedes de manzanilla también se utilizan en áreas soleadas con tráfico peatonal ligero.

### Infusión
La infusión de manzanilla es una infusión de hierbas a base de flores secas y agua caliente y es bueno para el insomnio. Se utilizan dos tipos de manzanilla, la manzanilla alemana (Matricaria chamomilla) y la manzanilla romana (Chamaemelum nobile).

### Uso en cerveza y ale
La manzanilla se ha utilizado históricamente para hacer cerveza tipo ale. A diferencia del té, en el cual solo se utilizan las flores, la planta entera se ha usado para hacer cervezas y ales inglesas, lo cual agrega un componente de sabor amargo preferido por las microcervecerías artesanales y los cerveceros caseros.

## Investigación
Los componentes principales de las flores de manzanilla están compuestos de polifenoles, que incluyen apigenina, quercetina, patuletina y luteolina. La manzanilla está bajo investigación preliminar por sus posibles propiedades contra la ansiedad . No existe evidencia clínica de alta calidad de que sea útil para tratar el insomnio o cualquier enfermedad.Así, no hay pruebas científicas suficientes de que el consumo de manzanilla en alimentos o bebidas tenga algún efecto beneficioso para la salud.

## Interacciones farmacológicas
El uso de manzanilla podría causar interacciones adversas con numerosos productos a base de hierbas y medicamentos recetados y puede empeorar las alergias al polen. Las personas alérgicas a la ambrosia (también de la familia de las margaritas) podrían ser alérgicas a la manzanilla debido a la reactividad cruzada.
La apigenina, un fitoquímico de la manzanilla, puede interactuar con los agentes anticoagulantes y los medicamentos antiinflamatorios no esteroideos, mientras que otros fitoquímicos pueden interactuar negativamente con los productos a base de hierbas y las vitaminas que mejoran el sueño.
No se recomienda tomar la manzanilla con aspirina o AINE sin salicilatos (medicamentos antiinflamatorios no esteroideos), ya que puede causar una interacción entre la hierba y el medicamento. La manzanilla consta de varios ingredientes que incluyen cumarina, glucósido, herniarina, flavonoide, farnesol, nerolidol y germacranolida. A pesar de la presencia de cumarina, como aún no se ha estudiado el efecto de la manzanilla en el sistema de coagulación, se desconoce si existe una interacción clínicamente significativa entre el fármaco y la hierba con los fármacos antiplaquetarios/anticoagulantes. Sin embargo, hasta que no se disponga de más información, no se recomienda utilizar estas sustancias al mismo tiempo.
La manzanilla no debe ser utilizada por personas que han padecido o están padeciendo de cánceres de mama, ovario, útero, endometriosis o mioma uterino.

## Embarazo y lactancia
Debido a que se sabe que la manzanilla causa contracciones uterinas que pueden provocar un aborto espontáneo, se recomienda a las madres embarazadas que no consuman manzanilla romana ( Chamaemelum nobile ). Aunque el consumo oral de manzanilla generalmente se reconoce como seguro en los Estados Unidos, no hay evidencia clínica suficiente sobre su potencial para afectar la lactancia materna.

## Agricultura
Se sabe que la planta de manzanilla es susceptible a muchos fungi, insectos y virus. Fungi como Albugo tragopogonis (roya blanca), Cylindrosporium matricariae, Erysiphe cichoracearum (oídio) y Sphaerotheca macularis (oídio) son patógenos conocidos de la planta de manzanilla. Se han observado pulgones alimentándose de plantas de manzanilla y la polilla Autographa chryson causa defoliación.

## Descripciones históricas
La sección del siglo XI de Old English Illustrated Herbal tiene una entrada ilustrada. The Complete Herbal de Nicholas Culpepper del siglo XVII tiene una ilustración y varias entradas sobre chamomel .

## En la cultura
En The Tale of Peter Rabbit de Beatrix Potter (1902), Peter recibe té de manzanilla después de ser perseguido por el Sr. McGregor.
La novela de Mary Wesley de 1984 The Camomile Lawn presenta una casa en Cornualles con un césped plantado con manzanilla en lugar de hierba.
En la canción de No Doubt Hey Baby, hay una línea I'm just sippin' on chamomile (solo estoy bebiendo manzanilla a sorbos) cantada por Gwen Stefani.